# Nikola Ilievski
Nikola Ilievski é um treinador macedônio que atualmente treina o Bylis Ballsh da Albânia .